# Гилпин, Генри
Генри Дилворт Гилпин (англ. Henry Dilworth Gilpin; 14 апреля 1801, Ланкастер, Великобритания — 29 января 1860, Филадельфия, Пенсильвания, США) — американский юрист и государственный деятель, с 1840 по 1841 год занимавший пост Генерального прокурора США при президенте Мартине Ван Бюрене.

## Ранняя жизнь и образование
Генри Гилпин родился 14 апреля 1801 года в Ланкастере, Англия, в семье американского промышленника Джошуа Гилпина и Мэри Дилворт (англ. Mary Dilworth). В 1802 году семья вернулась в США.
В 1812 году они снова переехали в Англию. Там Гилпин учился в школе недалеко от Лондона. Вернулся в США примерно в 1816 году. В 1819 году окончил Пенсильванский университет. Изучал право у Джозефа Ингерсолла и был принят в адвокатскую палату в 1822 году.

## Карьера
С 1831 по 1837 год Гилпин служил прокурором Восточного округа Пенсильвании, а затем солиситором казначейства США. В 1832 году вступил в Американское философское общество.
С 1833 по 1835 год он входил в правление Второго банка Соединённых Штатов. Поддержал мнение президента США Эндрю Джексона о том, что банк стал слишком могущественным. Гилпин работал над тем, чтобы обеспечить отказ от устава банка, что привело к его закрытию в 1836 году. Джексон назначил Гилпина губернатором территории Мичиган в 1835 году, но это решение было заблокировано оппонентами Джексона в Конгрессе США.
В 1840 году Президент Мартин Ван Бюрен назначил Гилпина Генеральным прокурором США. Он служил до 1841 года, за это время он представлял сторону правительства США в Верховном суде США во время рассмотрения дела США против Амистада.
С 7 июня 1852 года по 13 июня 1859 года Гилпин занимал пост президента Пенсильванской академии изящных искусств. Был вице-президентом и попечителем Исторического общества Пенсильвании и ассоциированным членом Исторического общества Массачусетса. С 1856 по 1858 год он был директором Жирар-колледжа и попечителем Пенсильванского университета. Работал секретарём судоходного канала Чесапик и Делавэр.
Его пост в канале Чесапик и Делавэр позволял ему путешествовать по восточной части Соединённых Штатов, а его сочинения позже были опубликованы его отцом в семитомной книге под названием «Атлантические сувениры» (англ. Atlantic Souvenirs; 1826–1832). Гилпин писал статьи о политике и литературе для нескольких газет и журналов, в том числе American Quarterly, The Democratic Review и North American Review. Он также опубликовал несколько профилей политиков, включая Генри Клея, Эндрю Джексона и Даниела Уэбстера. Гилпин умер в Филадельфии в 1860 году и был похоронен на кладбище Лорел Хилл.

## Наследие
Фонд Генри Д. Гилпина был создан по его воле для Чикагского исторического общества в целях создания библиотеки Гилпина.